# Barranco de Enmedio
La playa Barranco de Enmedio está situada en el municipio español de Almuñécar, en la provincia de Granada, comunidad autónoma de Andalucía, encontrándose próxima a Alfamar forma parte de una sucesión de pequeñas playas.
Con una anchura media de 31 metros se extiende ocupando 190 metros de costa, siendo la fachada del litoral montaña, se compone de roca, grava y arena oscura. Sus aguas son tranquilas, disponiendo de un fácil acceso, no obstante el grado de ocupación es bajo debido a que está alejada de la zona más urbanizada.